# Bitva na řece Bach Dang
Bitva na řece Bach Dang představuje jedno z nejdůležitějších a největších vojenských vítězství v historii Vietnamu. Odehrála se 9. dubna 1288 v ústí řeky Bach Dang (poblíž zátoky Ha Long) a vietnamská vojska vedená princem Trần Hưng Đạo v ní rozdrtila dvakrát početnější mongolskou invazní armádu z říše Jüan, vedenou princem Toghanem a chánem Omarem, když chytila do pasti a dílem zničila a dílem zajala mongolskou zásobovací flotilu a zároveň drtivě porazila pozemní invazní síly, které na ni čekaly. Tím skončil třetí a poslední pokus dynastie Jüan o přímé vojenské podmanění Vietnamu. K dalším nedošlo, protože Vietnam se s říší Jüan dohodl na placení přiměřeného tributu.